# Microkayla chilina
Microkayla chilina é uma espécie de anfíbio anuro da família Craugastoridae. O seu estado de conservação ainda não foi avaliado pela Lista Vermelha da UICN. Está presente no Peru.